# جولی مونرو
جولی مونرو (انگلیسی: Julie Monroe) یک تدوین‌گر اهل ایالات متحده آمریکا است.

## فیلم‌شناسی

### تدوین‌گر
- جی‌اف‌کی (الیور استون-۱۹۹۱) (associate editor)
- پیشنهاد بی‌شرمانه (آدریان لین-۱۹۹۳) (additional film editor)
- لولیتا (لین-۱۹۹۷)
- At First Sight (ایروین وینکلر-۱۹۹۹)
- میهن‌پرست (رولند امریش-۲۰۰۰)
- Hanging Up (دایان کیتن-۲۰۰۰)
- Life as a House (ایروین وینکلر-۲۰۰۰)
- جیلی (مارتن برست-۲۰۰۳)
- De-Lovely (ایروین وینکلر-۲۰۰۴)
- سپید بزرگ (Mylod-۲۰۰۵)
- مرکز تجارت جهانی (الیور استون-۲۰۰۶)
- دبلیو (الیور استون-۲۰۰۸)
- What's Your Number? (Mylod-۲۰۱۱)
- ماد (جف نیکولز-۲۰۱۳)
- دنی کالینز (۲۰۱۵)
- ویژه نیمه‌شب (۲۰۱۶)

### دستیار تدوین
- سالوادور (۱۹۸۶)
- جوخه (۱۹۸۶)
- وال استریت (۱۹۸۷)
- How I Got Into College (۱۹۸۹)
- متولد چهارم ژوئیه (۱۹۸۹)
- دورز (۱۹۹۱)
- The River Wild (۱۱۹۹۴)